# Stanisława Siarkiewicz
Stanisława Siarkiewicz (ur. 1922 w Kałuszu, zm. 2003 w Gryfinie) – nauczycielka, poetka i malarka. 

## Życiorys
Polonistka i nauczycielka LO w Gryfinie, działaczka Ligi Ochrony Przyrody, nagrodzona w 1987 r. w konkursie Ministerstwa Ochrony Środowiska i Zasobów Naturalnych III nagrodą za wiersze „Tylko dla krótkowidzów – wesoło i smutno o ochronie przyrody”. W 1992 powstały jej wiersze „Horoskop Galów z suplementem”, w 1993 r. wiersze „Der goldene Kamm der Lorelei” (Złoty grzebień Lorelei), w 1995 r. wiersze „Ażebyś małpą nie był”
Stanisława Siarkiewicz korespondowała z paroma zaprzyjaźnionymi pisarzami. Zorganizowała autorskie spotkania w Gryfinie, m.in. Marii Dąbrowskiej. Dzięki niej w latach 40 i 50 gryfinian zaszczycił wizytą J. Żymierski.
Działalność pani Siarkiewicz to także udział w audycjach radiowych, tworzenie inscenizacji, piosenek dla młodzieży, organizowanie wystaw malarskich. Większość przepięknej twórczości pani Stanisławy, to wiersze poświęcone ochronie przyrody, Matce Naturze. Jest patronką Parku Miejskiego w Gryfinie.